# آرامگاه خضر (آمل)
بقعه خضر (قدمگاه خضر) مربوط به سدهٔ ۹ ه.ق است و در آمل، خیابان رضوانیه، جنب کتابخانه عمومی شهر واقع شده و این اثر در تاریخ ۱۷ خرداد ۱۳۳۵ با شمارهٔ ثبت ۱۲۴۸ به‌عنوان یکی از آثار ملی ایران به ثبت رسیده است.